# Democritus
Democritus van Abdera (Oudgrieks: Δημόκριτος, Dēmókritos; ca. 460 v.Chr. – ca. 356 v.Chr.) was een Grieks filosoof, astronoom, wiskundige en reiziger. Hij wordt gerekend tot de presocraten en stond bekend als 'de lachende filosoof'. Samen met zijn leermeester Leucippus was hij de grondlegger van het atomisme, waarmee ze reageerden op de Eleaten. De kosmos bestond volgens het atomisme uit leegte (het niet-bestaande) en lichamen (atomen, het bestaande) in een oneindige ruimte. Die lichamen zijn eeuwig en kunnen bewegen. Democritus schreef veel: zestig titels zijn bekend. Die gingen over ethiek, natuurfilosofie, wiskunde, muziek, poëzie en technische thema's. Daarvan zijn voornamelijk enkele ethische stellingen overgeleverd.

## Egypte
Na 459 v.Chr. verbleef hij ongeveer vijf jaar in Egypte, waar hij veel leerde over het land en de astronomie. Van het merendeel van zijn boeken is alleen de titel bekend, zoals de Rondvaart van de Oceaan. Veel van zijn werken hebben de Middeleeuwen niet overleefd, maar kunnen uit verwijzingen gedeeltelijk gereconstrueerd worden. Zo weten we dat hij ook schreef over Phrygië en de Bewoners van Meroë, hoewel het niet duidelijk is of hij inderdaad de hoofdstad van het toenmalige Ethiopië bezocht had.

## Babylon
In 449 v.Chr. werd de Vrede van Callias getekend tussen de Attische Bond en het Perzische Rijk, en dit stelde burgers van Abdera (een lid van de Bond) in staat vrijelijk naar Babylon te reizen. Democritus verliet Egypte en maakte in Babylon een studie van de astronomie.
De stad kende al sinds 747 v.Chr. – de dagen van Nabu-nasir – de cyclus van negentien jaar (cyclus van Meton), die de schijnbare beweging van zon en maan met elkaar in overeenstemming bracht. Democritus trachtte deze kennis naar Athene te brengen, maar daar was de achterdocht tegen alles wat met de rivaal Perzië te maken had sterker dan de belangstelling voor wetenschap. Ook Meton zou later ervaren dat de negentienjarige cyclus niet erg welkom was.

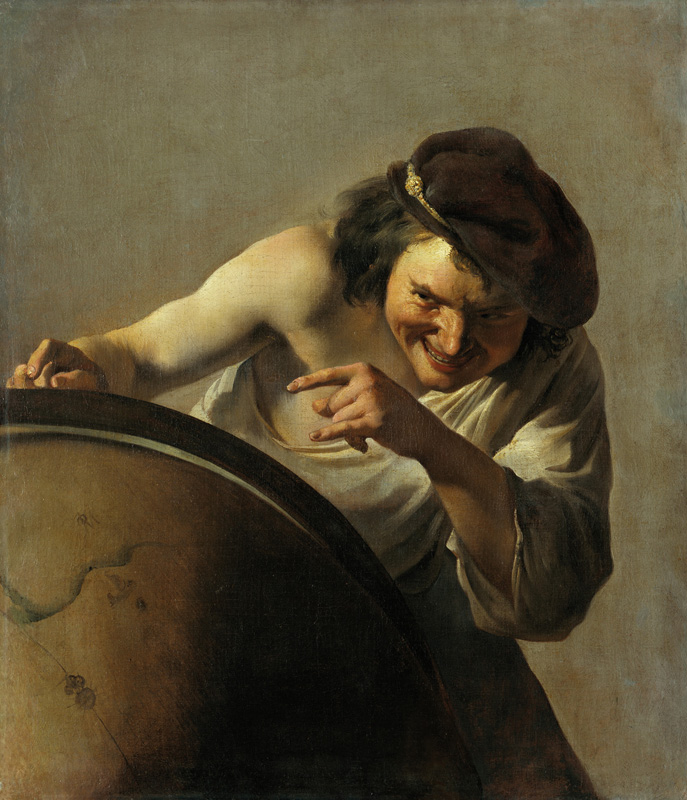
Democritus (Johan Moreelse, ca. 1630). De manisch grijnzende filosoof maakt met zijn vingers een obsceen hoorngebaar (cf. Juvenalis, Saturae, X, 34-36).

## Astronomie
Toch bracht Democritus veel astronomische kennis naar Griekenland. Hij geeft bijvoorbeeld een beschrijving van de sterrenbeelden in zijn Uranografie en — dit was nieuw — verdeelt de hemel in een noordelijk en zuidelijk halfrond. Hij verklaart ook waarom bepaalde sterren zoals Canopus wel in Egypte te zien zijn, maar in Griekenland onder de horizon blijven. Dit leidde logisch tot de gevolgtrekking dat er naast een noord- ook een zuidpool moest bestaan.

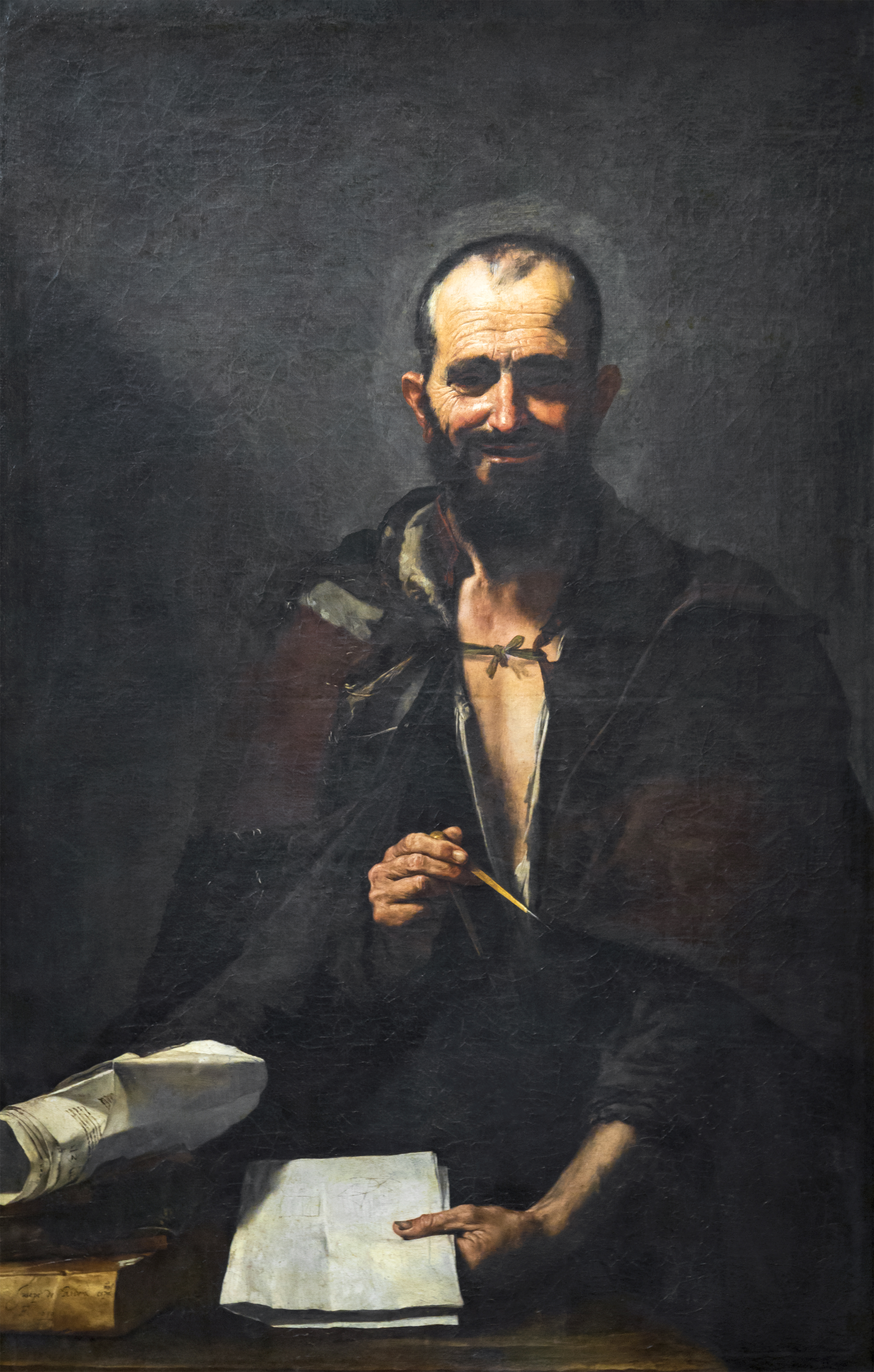
Democritus (José de Ribera, 1630)

## Wiskunde
Van zijn bijdragen tot de Griekse wiskunde is mogelijk een deel uit Egypte en een ander deel uit Babylon afkomstig. Hij schreef over raaklijnen en -vlakken aan cirkels en bollen en gaf een formule voor de inhoud van een kegel.

## Atoomtheorie
Op dit gebied ontleende hij waarschijnlijk veel aan zijn leraar Leucippus, maar Aristoteles schrijft de atoomtheorie (het atomisme) aan Democritus zelf toe. Hij trachtte een verschil aan te brengen tussen een lege ruimte aan de ene kant en het 'niets' aan de andere kant. Hij bestreed daarmee de leer van Parmenides en was de eerste die het begrip 'ruimte' of 'leegte' invoerde. Volgens hem gebeurde er niets zomaar maar had alles een oorzaak. Dit wordt een causaal verband genoemd.
Democritus betwistte het overwicht van de rationele kennis. Hij verklaarde dat er een zijnde en een niet-zijnde is. Het zijnde bestaat uit een oneindig aantal ondeelbare deeltjes (atomen) die eeuwig en onveranderlijk zijn. Ze verschillen niet van aard of kwaliteit (apoia). Ze komen wel in verschillende vorm, ordening en ligging voor, maar kunnen niet door mensen worden waargenomen. Het zijnde beweegt zich eeuwig en rechtlijnig voort in het niet-zijnde. Bij de botsingen tussen de atomen gaan de zware atomen naar het centrum, en de lichte naar de buitenzijde. Zo ontstaat een wereld. De interpretaties van zintuigindrukken zijn dus fout (de kleur zwart ontstaat door atomen die zeer hoekig zijn en veel schaduw vertonen). De atomen kunnen een aantal combinaties vormen.

## Invloed
Democritus stichtte geen eigen school maar had een aantal volgelingen, waaronder Metrodoros van Chios en Anaxarchos. In volgende generaties kon hij vooral rekenen op de waardering van sceptici en cynici (bv. Pyrrho van Elis, Timon van Flious, Galenos, Sextos Empeirikos). De idealist Plato vermeldde nergens zijn naam, al lijken er in onder meer de Timaios sporen van zijn denken te zitten. Er werd verteld dat Plato al zijn boeken wilde verbranden. Aristoteles sloeg Democritus dan weer hoog aan, vooral als natuurfilosoof. Hij noemde hem de eerste die dicht kwam bij het definiëren van het wezen van de dingen, op het spoor gezet door de feiten zelf. Epikouros baseerde heel zijn denken op de leer van Democritos, zij het met belangrijke modificaties. Bij latere epicureeërs bleef hij een belangrijke invloed (Lucretius, Philodemos van Gadara). In de eerste eeuw v.Chr. kreeg hij lof toegezwaaid van Cicero: "Wie kunnen we met hem vergelijken, niet alleen voor zijn grootheid van geest maar ook voor zijn grootheid van ziel?" Seneca noemde hem nog "de meest subtiele van alle ouden". Nochtans botste zijn denken vooral op argwaan. In de late oudheid waren er geen verwante denkrichtingen meer en werden zijn boeken steeds minder gekopieerd. Ook samenvattingen door Aristoteles en Ploutarchos zijn niet overgeleverd. Om zijn ideeën te reconstrueren zijn er enkel snippers bij andere auteurs.
In Duitsland schreef Christoph Martin Wieland een satirisch-filosofische roman over Democritus, Geschichte der Abderiten (1774-80). De jonge Karl Marx en Friedrich Nietzsche gaven blijk van grote interesse in de Abderiet. Marx wijdde een thesis aan zijn natuurfilosofie en gaf blijk van zoveel bijval dat de atomisten bijzonder populair waren in communistische landen. en van Nietzsche zijn grondige studienota's uit 1867-69 gekend. Daarin noemt hij Democritus "de vader van alle verlichtende, rationalistische tendenzen" en de eerste die een "wetenschappelijk karakter" bereikte. Hevig bekampt door "Gegenaufklärer" zoals Socrates, Plato en het christendom, zijn we Democritus "nog vele dodenoffers schuldig".
Bertrand Russell meende dat de zienswijze van Democritus opmerkelijk aansloot bij die van de moderne wetenschap. Karl Popper bewonderde zijn rationalisme, humanisme en vrijheidsliefde. Het inzicht dat instituties als taal en recht mensenwerk zijn, laat hij teruggaan op Democritus en Protagoras.

## Geschriften
Diogenes Laërtius geeft een overzicht van Democritus' werk, ingedeeld naar onderwerp. De lijst geeft een idee van de veelzijdigheid van de filosoof en de omvang van wat verloren is:
- Ethiek: Pythagoras · Over de geestesgesteldheid van de wijze · Over de doden in de Hades · Tritogeneia · Over mannelijke voortreffelijkheid of Over deugd · De hoorn van Amaltheia · Over blijmoedigheid · Ethische commentaren · Welzijn
- Natuurfilosofie: Grote wereldordening · Kleine wereldordening · Beschrijving van de wereld · Over de planeten · Over de natuur (eerste boek) · Over de natuur van de mens of Over vlees (tweede boek) · Over de geest · Over de zintuigen · Over smaken · Over kleuren · Over de verschillende vormen [van de atomen] · Over de veranderingen van de vormen · Bevestigingen · Over afbeeldingen of Over voorzienigheid · Over logica of Maatstaf (drie boeken) · Problemen · Oorzaken van hemelverschijnselen · Oorzaken van (verschijnselen) in de lucht · Oorzaken van verschijnselen op de aarde · Oorzaken om vuur en vuurverschijnselen te verklaren · Oorzaken om klanken te verklaren · Oorzaken om zaden, planten en vruchten te verklaren · Oorzaken om dieren te verklaren (drie boeken) · Vervlochten oorzaken · Over de magneet
- Wiskunde: Over het verschil in kennis · Over het raakpunt van een cirkel en een bol · Over meetkunde · Meetkundige problemen · Getallen · Over irrationele lijnstukken en lichamen (twee boeken) · Projecties · Het grote jaar of Astronomie of Kalender · Wedstrijd van de waterdief (en de hemel) · Beschrijving van de hemel · Beschrijving van de aarde · Beschrijving van de polen · Beschrijving van de (zonne)stralen
- Muziek en poëzie: Over ritmen en harmonie · Over poëzie · Over schoonheid van verzen [of: woorden] · Over goed of slecht klinkende letters · Over Homeros · Over het juiste gebruik van woorden en over glossen · Over gezang · Over werkwoorden · Woordbetekenissen
- Techniek: Voorspelling · Over dieet of Dieetboek · Geneeskunst · Oorzaken om ongunstige en gunstige momenten te verklaren · Over landbouw of Landmeetkunde · Over schilderkunst · Leerboek over tactiek · Leerboek over vechtkunst
- Werken uit zijn Commentaren: Over de heilige schrifttekens in Babel · Over die in Meroë · Reis rond de oceaan · Over geschiedschrijving · Chaldeeuws traktaat · Phrygisch traktaat · Over koorts en ziekelijke hoest · Oorzaken van gebruiken en wetten · Problemen betreffende kunstwerken

## Uitgaven
- Demokritos, Stofjes in het zonlicht, vert. R. Ferwerda, Amsterdam, Athenaeum - Polak & Van Gennep, 2007, OCLC 149984796

## Voetnoten
1. ↑  Deze datering van Apollodoros is de meest gevolgde. Ze wordt in zekere zin bevestigd door Thrasyllos, maar dan tien jaar jonger (ca. 470-366 v.Chr.). Er is nog een derde, weinig geloofwaardige datering van Diodoros van Sicilië (494-404 v.Chr.). Op gezag van Hipparchos vermeldt Diogenes Laertios verder dat de wijsgeer 109 jaar oud zou zijn geworden. Zie de bespreking in: Jean Salem, Démocrite. Grains de poussière dans un rayon de soleil, 1996, p. 25-27
2. ↑  Vermeld door Diogenes Laërtios met als bron de Historisch notities van Aristoxenos: zie Leven en leer van beroemde filosofen, boek IX, 40.
3. ↑  Academica priora, II, 23, 73
4. ↑  Naturales quaestiones, VII, 3, 2d
5. ↑  Differenz der demokritischen und epikureischen Naturphilosophie, 1841
6. ↑  Leven en leer van beroemde filosofen, boek IX, 46-49. De vertaling van de titels is van Rein Ferwerda.

- Bibsys: 90345093
- Biblioteca Nacional de España: XX979607
- Bibliothèque nationale de France: cb11899529t (data)
- Catàleg d'autoritats de noms i títols de Catalunya: 981058523248906706
- CiNii: DA12451696
- Gemeinsame Normdatei: 11852464X
- International Standard Name Identifier: 0000 0004 4457 8840
- Library of Congress Control Number: n79041650
- Nationale Bibliotheek van Letland: 000093593
- Nationale Bibliotheek van Tsjechië: jn20010525114
- Nationale bibliotheek van Australië: 35135771
- Nationale Bibliotheek van Israël: 987007604765905171
- Nationale Bibliotheek van Polen: a0000001182930
- Nationale en Universitaire bibliotheek Zagreb: 000123711
- Nederlandse Thesaurus van Auteursnamen: 069733341
- Réseau des bibliothèques de Suisse occidentale: 02-A000049597
- Istituto Centrale per il Catalogo Unico: BVEV027826
- LIBRIS: 183658
- SNAC: w68w50dj
- Système universitaire de documentation: 026823489
- Trove: 837689
- Union List of Artist Names: 500353802
- Virtual International Authority File: 49224361
- WorldCat: E39PCjKPk3KdyDrwRYhXjymxtC